# Tony Soprano
Anthony Soprano, Sr., conocido como Tony Soprano, interpretado por James Gandolfini, es un personaje ficticio de la serie de HBO Los Soprano. Se presenta como el verdadero protagonista de la serie, apareciendo, así, en cada uno de los episodios de la serie. Es el jefe de la familia del crimen DiMeo. El personaje fue concebido por el creador de la serie, David Chase. Bobby Boriello interpretó a Tony Soprano de niño en un episodio y Danny Petrillo interpretó el personaje de adolescente en tres episodios. El personaje está en parte basado en el mafioso verdadero de Nueva Jersey Vincent "Vinny Ocean" Palermo (nacido en 1944), ex capo y jefe de facto de la familia criminal DeCavalcante de Nueva Jersey. La familia DeCavalcante es en gran parte considerada como el modelo de la familia Soprano; algunos hechos en donde la familia DeCavalcante estuvo involucrada fueron incorporados en los guiones de Los Soprano.
Tony, prácticamente, maneja todo el norte de Nueva Jersey, antes y después de ser jefe de su familia. La relación entre Tony y su tío, Corrado John Soprano, Jr. (más conocido como Junior Soprano), fue muy afectiva durante años, siendo el que introdujo en el mundo del baseball, pero que a lo largo de los años, Tony abandonaría, cosa que Junior le recriminaría más tarde reiteradas veces. La relación entre los dos entró en recesión a causa de temas de negocios, cuando, exactamente, Tony frustra las intenciones de su tío de asesinar a Pussy Malanga. Posteriormente, Chris Moltisanti (sobrino político de Tony) y Brendan Filone (miembro no oficial de la familia del crimen) deciden atracar mercancías de una compañía de transportes vinculadas con Junior Soprano. Ante esta controversia, Junior Soprano decide asesinar a Brendan Filone, sin embargo Tony Soprano decide no contratacar, e incluso acordando que a causa de la muerte de Jackie Aprile, Sr (jefe de facto de la Familia del Crimen DiMeo), acuerda que su tío sea el nuevo jefe de la familia. A causa de todo esto, Junior Soprano y la propia madre de Tony, Livia Soprano, conspiran para asesinarle.

## Pasado
Tony nació el 22 de agosto de 1955. Es hijo de Livia y "Johnny Boy" Soprano. Tony vivió con su madre, padre, y sus dos hermanas, Janice y Bárbara, en la ciudad de Newark, Nueva Jersey. Su padre se dedicó también a La Cosa Nostra, y en más de una ocasión, Tony fue testigo de sus actividades de extorsión.
Tony fue al instituto con Artie Bucco, dueño del Vesubio y del Novo Vesubio, y de Davey Scatino. Fue en el instituto donde conoció a su futura esposa, Carmela DeAngelis.
Tony, tiene un primo, Tony Blundetto, con él estaba muy unido durante la infancia. Ambos, junto a Christopher Moltisanti, iban a la granja del tío Pat, cuando él era un soldado de la familia Soprano. Los dos Tonys, planearon dar un golpe, en el cual Tony Blundetto fue interceptado por la policía y llevado a prisión. Tony Soprano no fue a la cárcel, ya que en la noche del acto, discutió con su madre, provocándole la discusión un ataque de pánico que le llevó al desmayo, el cual causó una herida en la cabeza.
Tony Soprano, formaba un pequeño grupo de jóvenes criminales junto a Silvio Dante, Ralph Cifaretto y Jackie Aprile Sr. Tony ganó notoriedad y reputación, cuando junto a Silvio, y Jackie, atracaron a una partida de cartas organizada por Feech LaManna.
El primer asesinato cometido por Tony, se produjo en 1982 en El Día del Trabajador, bajo las órdenes de Paulie Gualtieri.
Cuando Johnny 'Boy' Soprano murió de un enfisema, Tony Soprano ascendió a capo de su equipo, formado por Salvatore "Big Pussy" Bonpensiero y Paulie "Walnuts" Gualtieri, al que posteriormente se unió Silvio Dante.
En 1995, Tony fue considerado como el verdadero jefe de la familia Soprano, cuando Eckley DiMeo, fue llevado a prisión. Jackie Aprile, Sr., fue nombrado como verdadero jefe de facto, a pesar de ese respeto que se le mostraba a Tony.
Con Jackie Aprile en el mando, la familia estuvo varios años en una situación pacífica. Esto cambió cuando a Jackie Aprile, le diagnosticaron cáncer intestinal a causa del estrés que vivía al estar en la cúpula de familia. Mientras que Jackie estuvo en el hospital se produjeron los primeros enfrentamientos entre Tony y Junior. Jackie, salió del hospital por su mejora con respecto al cáncer, sin embargo la lucha entre tío y sobrino ya estaba vigente, y el mismo Jackie no era capaz de tomar el rumbo de la familia. Jackie fue ingresado de nuevo en el hospital muriendo al poco tiempo, produciéndose un vacío de poder.
Fue entonces, cuando se produjo la máxima tensión entre Tony Soprano y Corrado Soprano, por frustrar las intenciones de Corrado Soprano de matar a Pussy Malanga, y por los robos de mercancías de una compañía vinculada a Corrado.
Cuando el conflicto iba a males mayores, Tony Soprano, decidió, en común acuerdo con los demás capos de la familia, nombrar a Corrado 'Junior' Soprano como jefe de la familia. Sin embargo, fue una estrategia de Tony, ya que sabía que su tío, en los años que había estado como miembro de la familia, nunca había sido jefe, y tenía ansias por serlo, con lo cual eso llevaría a que las miradas del FBI se cirnieran sobre él mientras que Tony manejaba los negocios de Nueva Jersey sin problemas.

## Relacionados
El actor que interpretaba el papel de Tony Soprano, James Gandolfini murió el 19 de junio de 2013 de un ataque al corazón en Roma, Italia, donde se encontraba para asistir a la 59.ª edición del Festival de Cine de Taormina, a los 51 años.